# Катаранчук, Сергей Георгиевич
Сергей Георгиевич Катаранчук (рум. Serghei Cataranciuc; 28 июня 1957 года — 28 ноября 2019 года) — молдавский учёный и политический деятель, доктор физико-математических наук (2015), депутат Парламента Республики Молдова (2019).

## Биография
Родился 28 июня 1957 года в с. Буда-Маре Черновицкой области Украинской ССР.
Окончил Молдавский государственный университет (1980) и его аспирантуру (1985). Работал там же на факультете математики (математики и информатики), с 2012 г. профессор.
В 1990 г. защитил кандидатскую диссертацию:
- О выпуклой простоте графов: диссертация … кандидата физико-математических наук: 01.01.09 / Ин-т математики. — Кишинев, 1990. — 178 с.: ил.

В 2001—2012 гг. зав. кафедрой информатики и дискретной оптимизации. С 2016 г. зав. математическим отделением факультета математики и информатики.
Доктор физико-математических наук (2015).
Лауреат Национальной премии в области науки и инноваций (2004).
В феврале 2017 года избран одним из 13 членов Политбюро партии «Платформа Достоинство и правда» (Платформа DA).
На парламентских выборах в феврале 2019 года — кандидат от избирательного блока ACUM, состоявшего из партии «Платформа Достоинство и правда» и «Действие и солидарность», в 13-м одномандатном округе — Шолданешты и Резина, но не был избран.
В августе 2019 года, после того, как Лилиана Николаеску-Онофрей заняла должность министра образования, культуры и исследований Республики Молдова, Катаранчук получил её место в Парламенте Республики Молдова как следующий в избирательном списке.
Умер 28 ноября 2019 года.